# Xu Sheng
Xu Sheng (徐盛 Xú Shèng) († 225) war ein General unter Sun Quan, dem Begründer der Wu-Dynastie zur Zeit der Drei Reiche im alten China. Xu Sheng nahm für Wu an vielen Schlachten teil. In seiner Karriere siegte er einige Male über zahlenmäßig überlegene Gegner.

## Leben
Xu Sheng stammte aus dem Kreis Ju (莒縣), Kommandantur Langya (琅邪郡), dem heutigen Kreis Ju in Shandong. Als gegen Ende der östlichen Han-Dynastie in Zentral- und Nordchina Chaos ausbrach, zog Xu Sheng von seiner Heimatstadt in die Wu-Komturei (in der Nähe des heutigen Suzhou, Jiangsu) in Südchina, wo er sich einen Ruf für seine Tapferkeit erwarb. Später wurde er vom Kriegsherrn Sun Quan rekrutiert, der damals einen Großteil der Gebiete in Jiangdong kontrollierte. Sun Quan ernannte Xu Sheng zum Major des separaten Kommandos (別部司馬), übertrug ihm das Kommando über 500 Soldaten und ernannte ihn zum Chef von Chaisang (柴桑; um das heutige Jiujiang, Jiangxi), um den Kreis zu verteidigen gegen die Angriffe von Huang Zu, den Verwalter von Jiangxia (江夏郡; das zum heutigen Bezirk Xinzhou, Wuhan, Hubei) gehört.
Huang Zu schickte einmal seinen Sohn Huang She (黃射), um ein paar tausend Truppenmitglieder zum Angriff auf Chaisang zu führen. Zu dieser Zeit hatte Xu Sheng weniger als 200 Männer bei sich, also feuerten sie Pfeile auf die vorrückenden Truppen von Huang She ab und verwundeten über 1.000 feindliche Soldaten. Xu Sheng befahl dann, die Stadttore zu öffnen, und sie stürmten hinaus und besiegten den Feind. Huang She stellte nach diesem Kampf keine Bedrohung mehr für Xu Sheng dar. Xu Sheng wurde zum Oberst (校尉) befördert und zum Präfekten des Kreises Wuhu ernannt. Später besiegte er einige Banditen in den Kreisen Nan'e (南阿) und Lincheng (臨城). Anschließend wurde er zum General (中郎將) befördert und mit der Leitung eines Regiments beauftragt.
Im Jahr 213, als Sun Quans Rivale Cao Cao eine Armee anführte, um Ruxu (濡須; nördlich des heutigen Wuwei, Anhui), Xu Sheng, anzugreifen, folgte ihm Sun Quan, um dem Feind in der Schlacht von Ruxu zu Widerstand zu leisten. Cao Cao startete einen schweren Angriff auf Hengjiang (橫江; südöstlich des heutigen Kreises He, Anhui, an der nördlichen Küste des Jangtsekiang), also führten Xu Sheng und Sun Quans andere Generäle ihre Streitkräfte an, um diese Position zu verteidigen. Starke Winde bliesen ihre Mengchongs (eine Art Kriegsschiff) über den Fluss in Richtung Cao Caos Seite. Die Generäle von Sun Quan waren alle verängstigt und wagten es nicht, auf dem Gelände des Feindes zu landen. Xu Sheng führte seine Männer jedoch dorthin, um den Feind anzugreifen, und es gelang ihm, einige der Feinde zu töten und den Rest zum Rückzug zu zwingen. Als der Wind aufhörte, kehrten die Truppen von Sun Quan auf ihre Seite zurück. Sun Quan lobte Xu Sheng für seinen Mut.
Zwischen 214 und 215 führte Sun Quan seine Armeen zum Angriff auf Hefei, eine strategische Festung, die von Cao Caos General Zhang Liao verteidigt wurde, was zur Schlacht von Xiaoyao  führte. Während eines frühen Gefechts, als die Streitkräfte von Sun Quan gerade ihre Lager außerhalb von Hefei errichteten, führte Zhang Liao plötzlich Hunderte von Truppen zu einem heftigen Angriff und erwischte den Feind völlig unvorbereitet. Xu Shengs Einheit wurde in die Flucht geschlagen und seine Männer machten kehrt und flohen. Pan Zhang, ein weiterer Offizier unter Sun Quan, exekutierte zwei der Deserteure – einen von Xu Shengs Einheit und den anderen von Song Qian. Xu Sheng hatte keine andere Wahl, als seine verbliebenen Männer zu sammeln und in die Schlacht zurückzukehren. Er verlor seinen Mao (矛; eine Art langer Speer) in dem früheren Zusammenstoß, aber He Qi fand später seine Waffe auf dem Schlachtfeld.
Xu Sheng wurde zum General der Militärmacht (建武將軍) befördert, als Fürst eines Häuptlingsdorfes (都亭侯) belehnt und zum Verwalter von Lujiang (廬江郡) ernannt und erhielt den Kreis Lincheng (臨城縣) als Fürstentum. Zwischen 221 und 222, als die Schlacht von Xiaoting zwischen Sun Quan und Liu Bei ausbrach, nahm Xu Sheng am Krieg teil und eroberte erfolgreich viele feindliche Lager, als Sun Quans Streitkräfte nach erlittenen Niederlagen bei früheren Kämpfen einen Gegenangriff starteten.
Ende 222 befahl Cao Pi seinem General Cao Xiu, die Wei-Armeen zum Angriff auf den Kreis Dongkou zu führen. Als Antwort auf die Invasion führte Xu Sheng zusammen mit Lü Fan und Quan Cong die Streitkräfte von Sun Quan über den Fluss, um Dongkou zu verteidigen. Sie gerieten jedoch in einen Sturm und viele ihrer Truppen und Schiffe gingen verloren. Die Generäle von Sun Quan waren eingeschüchtert, weil sie ungefähr die Hälfte ihrer Schiffe im Sturm verloren hatten, waren aber überglücklich, als sie von der Ankunft von He Qi hörten, der Dongkou verspätet erreichte und von der Katastrophe nicht betroffen war. He Qi war von Luxus besessen, sodass seine Schiffe fein dekoriert und seine Waffen von höchster Qualität waren. Cao Xiu war schockiert, als er Zeuge der großartigen Zurschaustellung von He Qis imposanter Marine wurde, also unterbrach er den Angriff und zog sich zurück. Xu Sheng gelang es, seine überlebenden Truppen zu sammeln und eine Verteidigungslinie entlang der Küste zu bilden. Es folgte eine Seeschlacht, in der Cao Xiu auf Lü Fan zielte, während er seine Untergebenen schickte, um Xu Sheng anzugreifen. Xu Sheng war zahlenmäßig unterlegen, aber er schaffte es, seine Position zu halten. Beide Seiten zogen schließlich ihre Streitkräfte zurück. Xu Sheng wurde anschließend zum General, der den Osten stabilisiert (安東將軍) befördert und unter dem Titel „Marquis of Wuhu“ vom Status eines Dorf-Fürsten zu einem Kreis-Fürsten erhoben.
Nachdem sich Cao Pi zum Kaiser erklärt hatte, führte er eine große Streitmacht in einen Angriff auf Wu. Ende 224, als Cao Pi eine große Armee mobilisierte, um Sun Quan anzugreifen, schlug Xu Sheng vor, Lager von Jianye aus zu errichten, in jedem Lager falsche Türme zu errichten und einige Kriegsschiffe auszusetzen auf dem Fluss. Die anderen Generäle von Sun Quan waren anderer Meinung und meinten, dass solche „Verteidigungen“ keinen Zweck erfüllen würden, aber Xu Sheng ignorierte sie und fuhr mit seinem Plan fort und ließ einen falschen Wall am Ufer des Grenzflusses errichten, der über 100 Li lang war. Als Cao Pi diesen Wall sah,  seufzte er: „Wei hat Tausende von bewaffneten Kavallerieeinheiten, aber sie können hier nicht stationiert werden.“ und zog seine Armee sofort zurück. Die Generäle von Sun Quan erkannten schließlich den Wert von Xu Shengs Plan, weil auf diese Weise die gesamte Wei-Invasion ohne einen einzigen Gefallenen abgewehrt werden konnte. Bald darauf starb er. Seine Militär- und Adelstitel gingen auf seinen Sohn Xu Kai (徐楷) über.